# Günther Sabetzki
Günther Sabetzki (4. června 1915 Düsseldorf, Německo – 21. června 2000) byl německý hokejový funkcionář. Významně přispěl k vytvoření Německého svazu ledního hokeje v roce 1963 a na začátku sdílel funkci prezidenta svazu s Ludwigem Zametzerem.
V letech 1975 až 1994 zastával funkci prezidenta Mezinárodní hokejové federace. Pomohl překonat propast mezi hokejovým hnutím v Evropě a Severní Americe. Stál za opětovným vstupem Kanady na turnaje mistrovství světa (v roce 1977) i na olympijské hokejové turnaje (v roce 1980). Po jeho vedením se počet členů IIHF rozrostl ze 31 na 50.

## Ocenění
- jmenován členem Hokejové síně slávy (1995)
- jmenován členem Síně slávy Mezinárodní hokejové federace (1997)
- nositel Olympijského řádu (1985)